# Sybil B. G. Eysenck
Sybille Bianca Giulietta Eysenck (nata Rostal; Vienna, 15 marzo 1927 – Londra, 5 dicembre 2020) è stata una psicologa britannica, coniuge dello psicologo Hans Eysenck con il quale ha collaborato presso l'Institute of Psychiatry e l'Università di Londra.

## Biografia
Sybil Eysenck nacque dal violinista Max Rostal e dalla violoncellista Sela Trau (1898–1991). Nel 1934 si trasferì con i suoi genitori in esilio in Gran Bretagna e nel 1946 ottenne la cittadinanza britannica. Conseguì una laurea in psicologia nel 1952 e un dottorato in psicologia nel 1955, entrambi presso l'Università di Londra. Dopo una lunga carriera come psicologa e docente presso l'Istituto di Psichiatria di Londra si ritirò nel 1992. Negli anni '80 fu anche un magistrato a Londra. Fu caporedattrice della rivista Elsevier Personality and Individual Differences e autrice del Junior Eysenck Personality Inventory e dei relativi manuali.